# 31 до н. е.

## Події
- Марк Антоній (втретє) і Гай Юлій Цезар Октавіан Август (втретє) — консули Римської республіки, консули-суффекти — Марк Валерій Корвін Мессала, Марк Тіцій і Гней Помпей.
- 2 вересня — У битві при Акції Агріппа, воєнначальник римського консула Октавіана, розбив флот єгипетської цариці Клеопатри.

## Померли
- Артавазд II — цар Великої Вірменії у 56-34 роках до н. е.
- Гней Доміцій Агенобарб — політичний та військовий діяч Римської республіки, консул 32 року до н. е.
- Луцій Геллій Поплікола — політичний та військовий діяч Римської республіки, консул 36 року до н. е.